# Fara (Langobarden)
Eine Fara war bei den Langobarden eine „Fahrensgemeinschaft“ (in der Bezeichnung ist die Bedeutung von fahren enthalten). Eine Fara bestand aus Frauen, Kindern, Tieren, der gesamten Fahrhabe und den wehrfähigen und miteinander versippten Männern, dazu weitere Personen. Eine Fara bestand aus 80 bis 100 Menschen, die logistisch autonom waren und sich selbst verteidigen konnte. An der Spitze einer Fara stand das Familienoberhaupt, dem die anderen unterstellt waren. 
Jede Fara besaß ein eigenes Siedlungsgebiet und war nach dem Namen des Anführers benannt, z. B. Fara Winifred (die Fara von Paulus Diaconus), Fara Authereni oder Fara Aldemari. Die Volksversammlung der Langobarden (gairethinx, das „Gergedinge“ bzw. die „Versammlung der Lanzenträger“) war anfangs durch alle Arimannen („Heermänner“) definiert, später durch die Anführer der Farae und weitere hohe Amtsträger. 
Bei dem Eroberungszug Alboins nach Italien (568) war sein Heer (exercitus) in Farae gegliedert. Er übergab auf dieser Wanderung immer wieder einzelne Gebiete an eine Fara, wohl um strategisch wichtige Flussübergänge oder Straßen zu sichern. Beispiele hierfür sind die Farra d’Isonzo an einem Übergang des Isonzo oder die Farra di Soligo an der Piave; es gibt viele weitere italienische Orte, besonders in der Lombardei und in Umbrien, die den Namensbestandteil Fara tragen (etwa Farisengo von Bonemerse oder Farfengo). 
Als die alten Farae kein Fahrensverband mehr waren, wurden ihre Niederlassungen zu einer Siedlung der Arimannen  (Wehrmänner) bzw. zu einer „Arimannie“. Nach der Sesshaftwerdung der Langobarden wurden die Farae überflüssig und diese Bezeichnung geriet allmählich in Vergessenheit. Im Gesetzeswerk von König Rothari (636–652) wird der Ausdruck noch einmal erwähnt. Aber Paulus Diaconus (8. Jhd.) musste den Begriff für seine Leser bereits übersetzen. 